# Umbre întunecate
Umbre întunecate (Dark Shadows) este un film de groază american din 2012 regizat de Tim Burton. În rolurile principale joacă actorii Johnny Depp, Michelle Pfeiffer, Helena Bonham Carter, Eva Green, Jackie Earle Haley, Jonny Lee Miller, Chloë Grace Moretz și Bella Heathcote. Scenariul scris de John August se bazează pe serialul TV cu 1225 de episoade, Dark Shadows, creat de Dan Curtis. Johnny Depp îl interpretează pe vampirul Barnabas Collins.

## Actori
- Johnny Depp - Barnabas Collins
- Eva Green - Angelique Bouchard
- Michelle Pfeiffer - Elizabeth Collins Stoddard
- Jonny Lee Miller - Roger Collins
- Chloë Moretz - Carolyn Stoddard
- Gulliver McGrath - David Collins
- Helena Bonham Carter - Dr. Julia Hoffman
- Jackie Earle Haley - Willie Loomis
- Bella Heathcote - Victoria Winters
- Ray Shirley - Mrs. Johnson
- Ivan Kaye - Joshua Collins
- Christopher Lee - Bill Malloy
- Alice Cooper - el însuși
- Thomas McDonell – tânărul Barnabas Collins